# Saison 2021 de l'équipe cycliste Liv Racing
La saison 2021 de l'équipe féminine Liv Racing est la dix-septième de la formation. L'effectif est grandement remanié. L'équipe enregistre le départ de Marianne Vos et Ashleigh Moolman-Pasio, la principale recrue est Lotte Kopecky.
Lotte Kopecky confirme les espoirs placés en elle. Elle se classe quatrième du Circuit Het Nieuwsblad avant de gagner le Samyn. Elle est quatrième des Trois Jours de la Panne et seconde de Gand-Wevelgem. Elle réalise le doublé sur route et en contre-la-montre aux championnats de Belgique. Elle remporte le Tour de Belgique et une étape du Ceratizit Challenge by La Vuelta. Alison Jackson s'illustre en remportant une étape du Simac Ladies Tour et en réalisant le doublé route et chrono sur les championnats du Canada. Soraya Paladin joue placée avec une cinquième place au Trofeo Alfredo Binda-Comune di Cittiglio et à l'Amstel Gold Race. Sofia Bertizzolo gagne La Classique Morbihan et se classe quatrième du Grand Prix de Plouay. Lotte Kopecky est huitième du classement mondial et seizième du World Tour. Liv Racing est respectivement septième et neuvième des deux classements par équipes.

## Préparation de la saison

### Partenaires et matériel de l'équipe

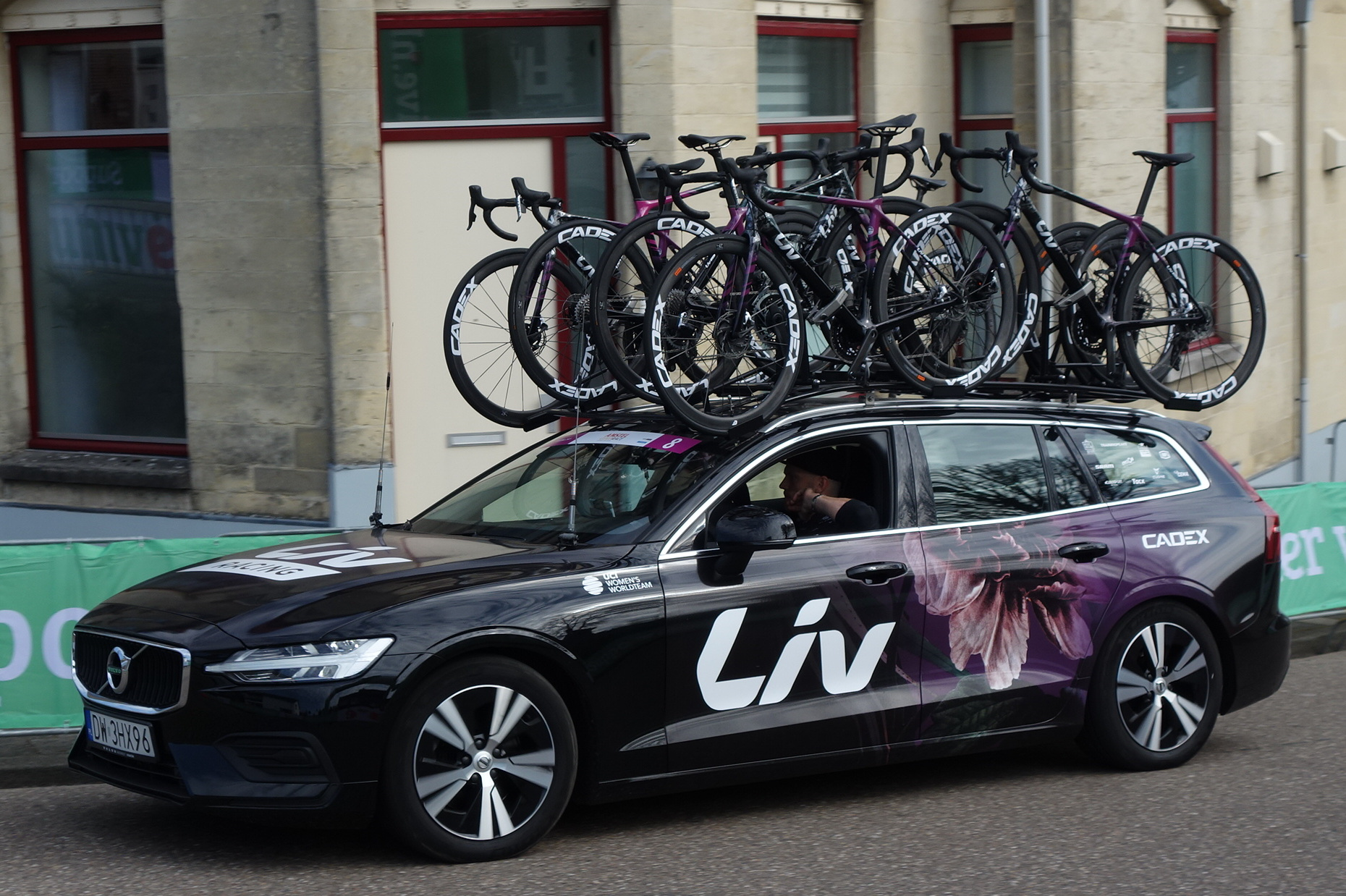
Lars Boom dans la voiture de l'équipe.

Liv, une marque de cycles du groupe Giant est le partenaire de la formation.

### Arrivées et départs
L'effectif est nettement réduit en taille et en qualité pour cette nouvelle saison. Si la baroudeuse Alison Jackson et la sprinteuse et spécialiste des classiques Lotte Kopecky rejoignent l'équipe, c'est surtout le départ de la leader historique de la formation : Marianne Vos qui marque un tournant. Elle emporte avec elle Riejanne Markus. L'autre leader Ashleigh Moolman-Pasio quitte aussi la formation, tout comme trois Polonaises : Marta Lach, Aurela Nerlo et Agnieszka Skalniak. Enfin, Inge van der Heijden est aussi sur le départ.
| Arrivées       | Équipe 2020  |
| -------------- | ------------ |
| Alison Jackson | Sunweb       |
| Lotte Kopecky  | Lotto Soudal |

| Départs                | Équipe 2021                |
| ---------------------- | -------------------------- |
| Marta Lach             | Ceratizit-WNT              |
| Riejanne Markus        | Jumbo-Visma                |
| Ashleigh Moolman-Pasio | SD Worx                    |
| Aurela Nerlo           |                            |
| Agnieszka Skalniak     |                            |
| Marianne Vos           | Jumbo-Visma                |
| Inge van der Heijden   | centre mondial du cyclisme |

### Effectifs
| Effectif 2021            | Effectif 2021     | Effectif 2021 | Effectif 2021                      |
| Cycliste                 | Date de naissance | Pays          | Équipe précédente                  |
| ------------------------ | ----------------- | ------------- | ---------------------------------- |
| Sofia Bertizzolo         | 21 août 1997      | Italie        | Virtu Cycling Women (2019)         |
| Valerie Demey            | 17 janvier 1994   | Belgique      | Lotto Soudal Ladies (2018)         |
| Alison Jackson           | 14 décembre 1988  | Canada        | Sunweb (2020)                      |
| Marta Jaskulska          | 25 mars 2000      | Pologne       |                                    |
| Lotte Kopecky            | 10 novembre 1995  | Belgique      | Lotto Soudal Ladies (2020)         |
| Jeanne Korevaar          | 24 septembre 1996 | Pays-Bas      | Jan van Arckel (2015)              |
| Evy Kuijpers             | 15 février 1995   | Pays-Bas      | Jan van Arckel (2018)              |
| Soraya Paladin           | 4 mai 1993        | Italie        | Alé Cipollini (2019)               |
| Pauliena Rooijakkers     | 12 mai 1993       | Pays-Bas      | Parkhotel Valkenburg-Destil (2017) |
| Sabrina Stultiens        | 8 juillet 1993    | Pays-Bas      | Sunweb (2017)                      |
|                          |                   |               |                                    |
| Source : ProCyclingStats |                   |               |                                    |

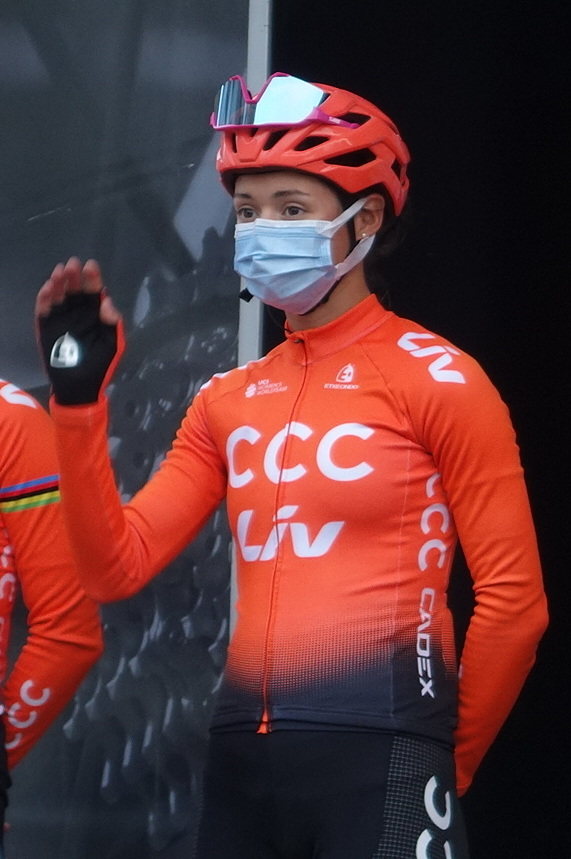
Sofia Bertizzolo en 2020
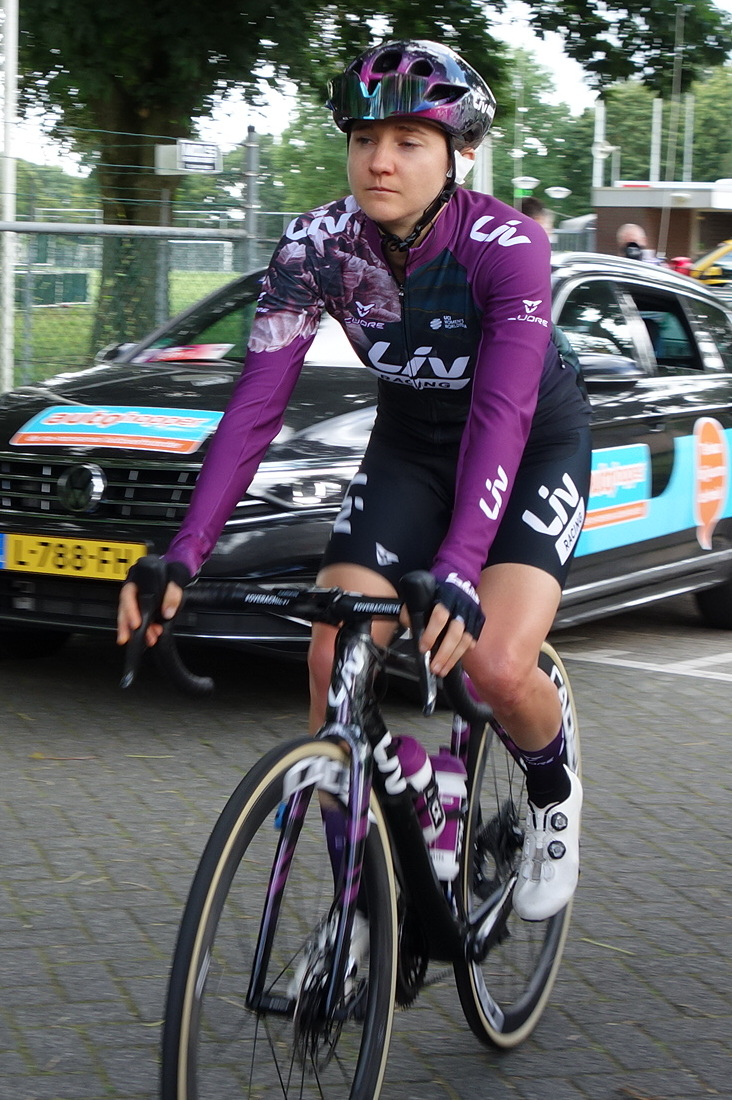
Valerie Demey
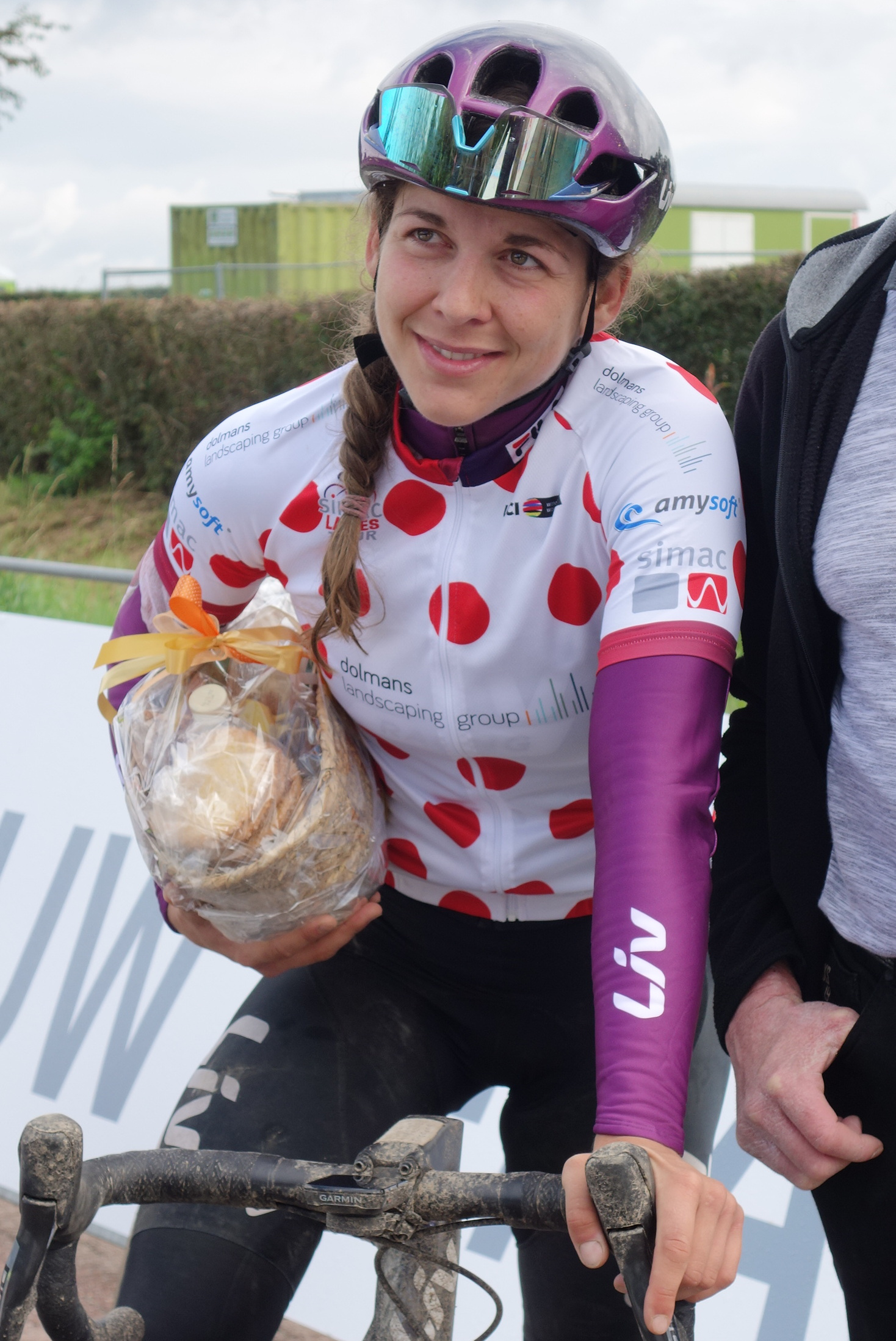
Alison Jackson
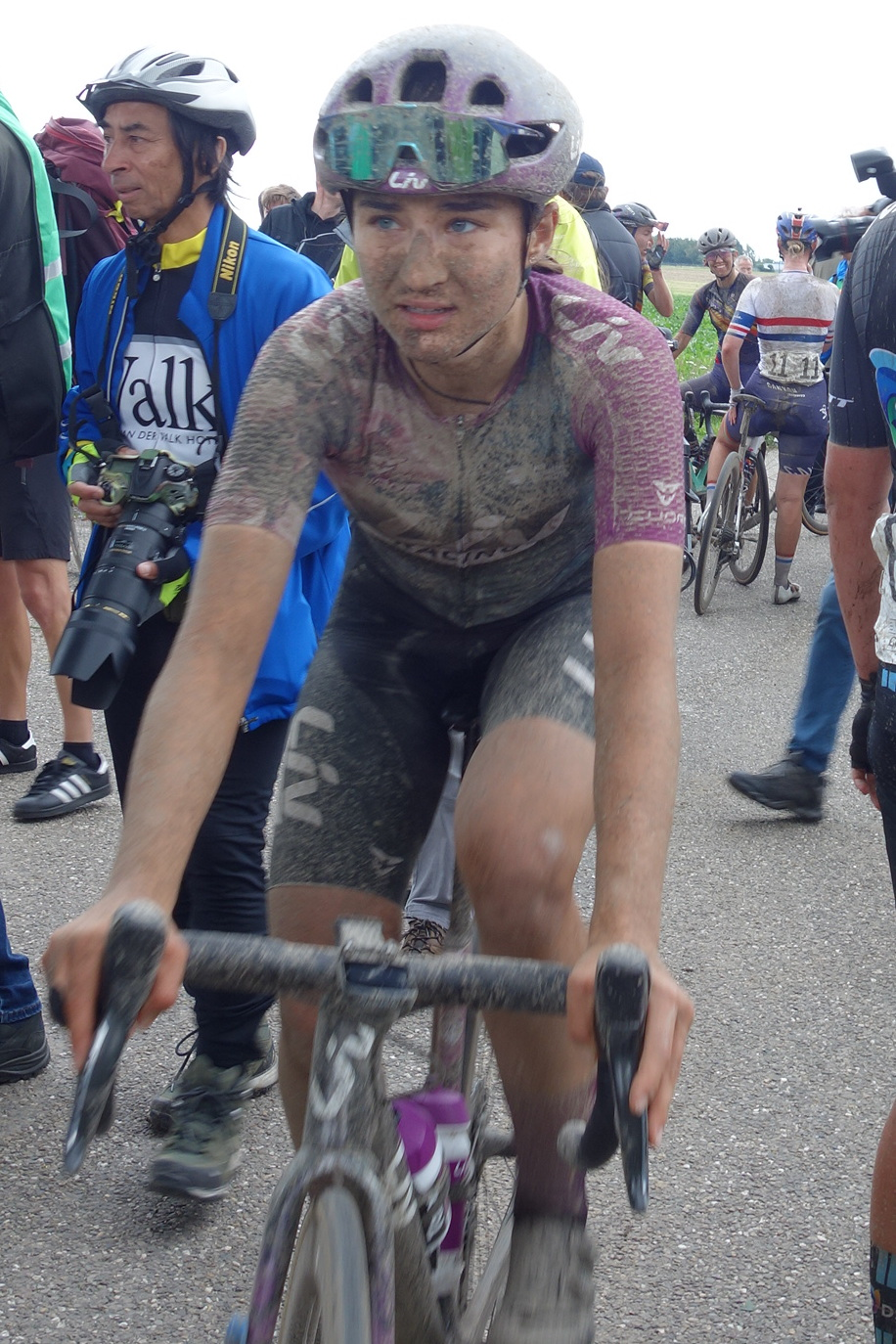
Marta Jaskulska
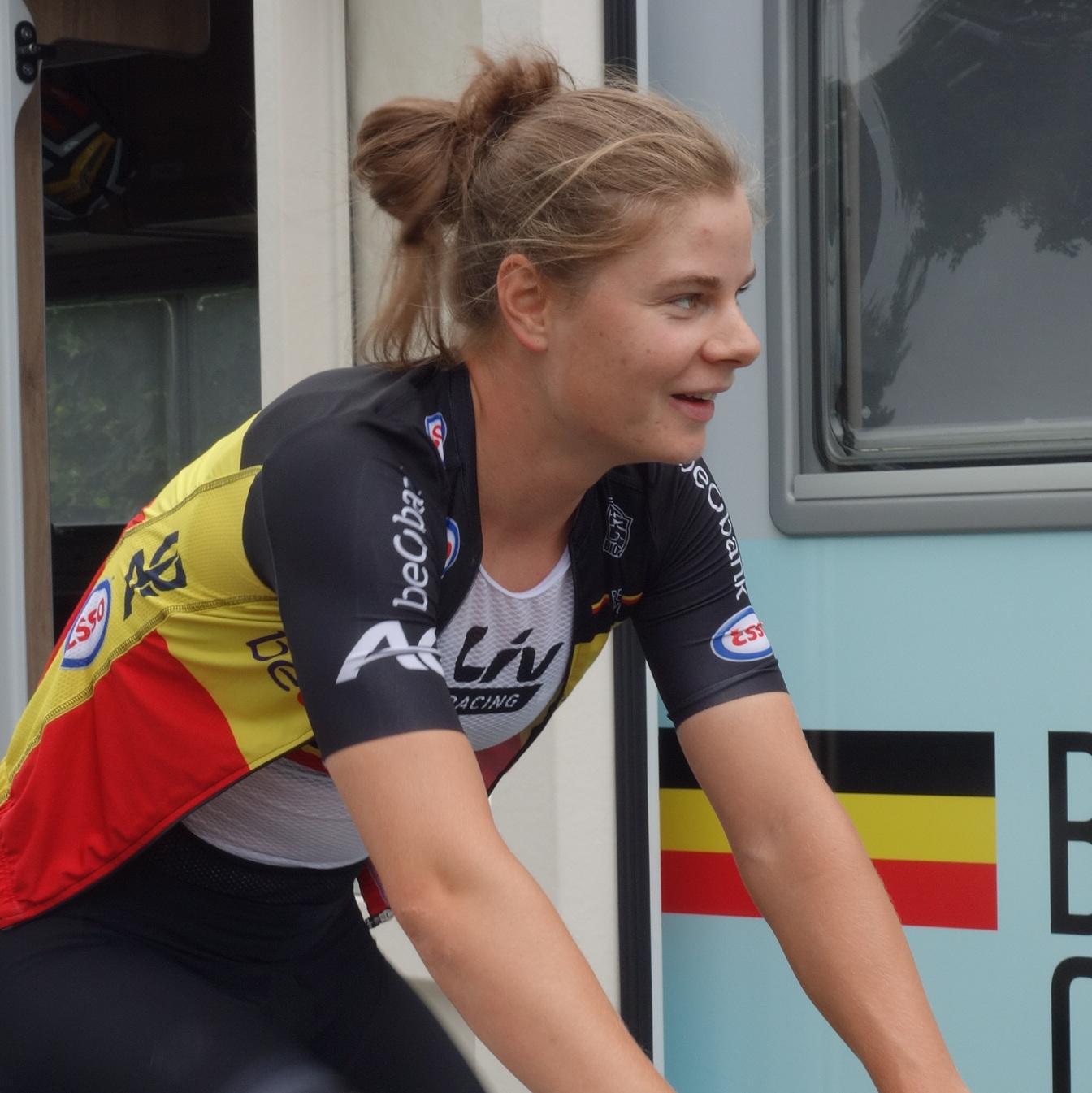
Lotte Kopecky
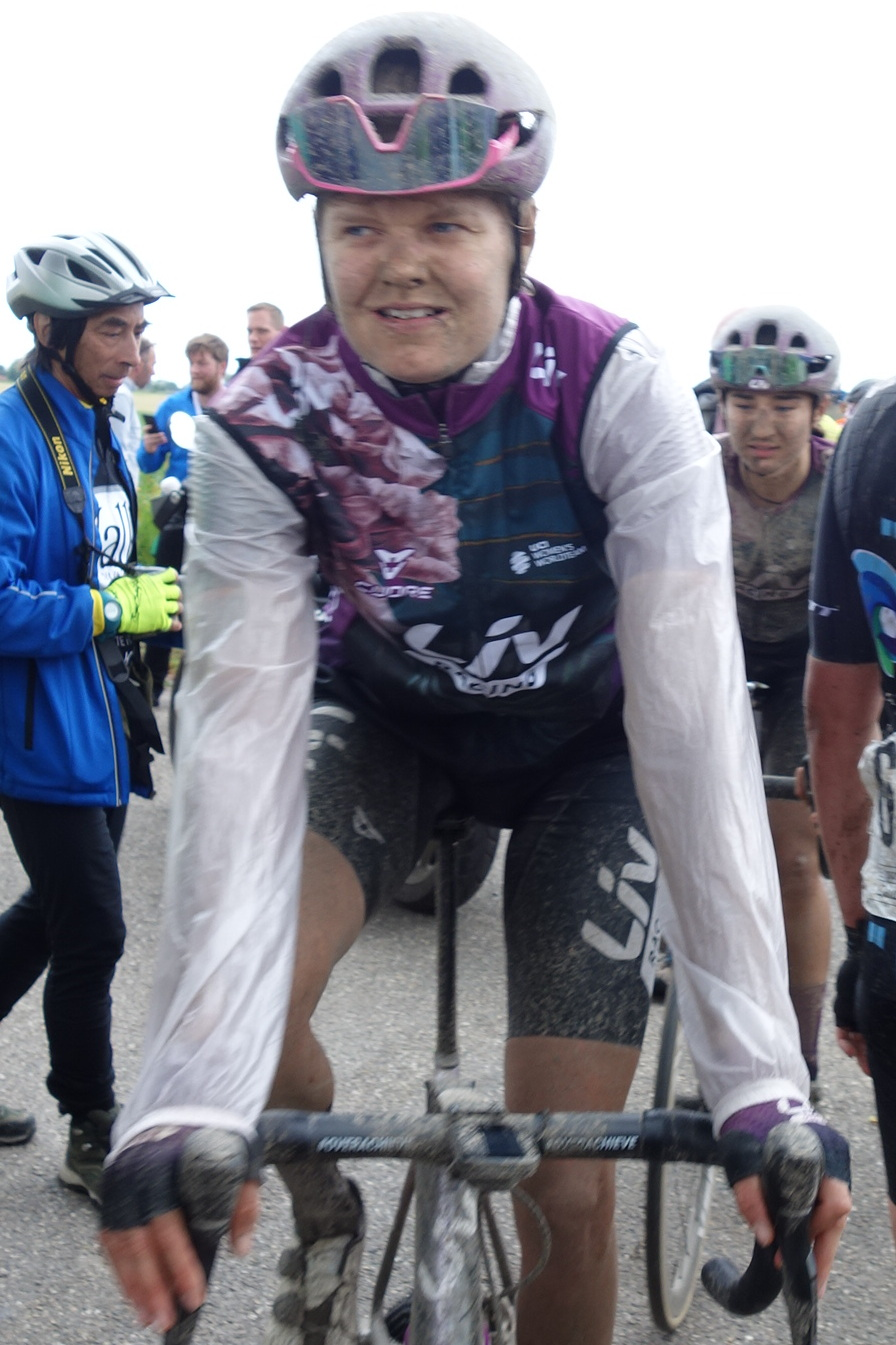
Jeanne Korevaar
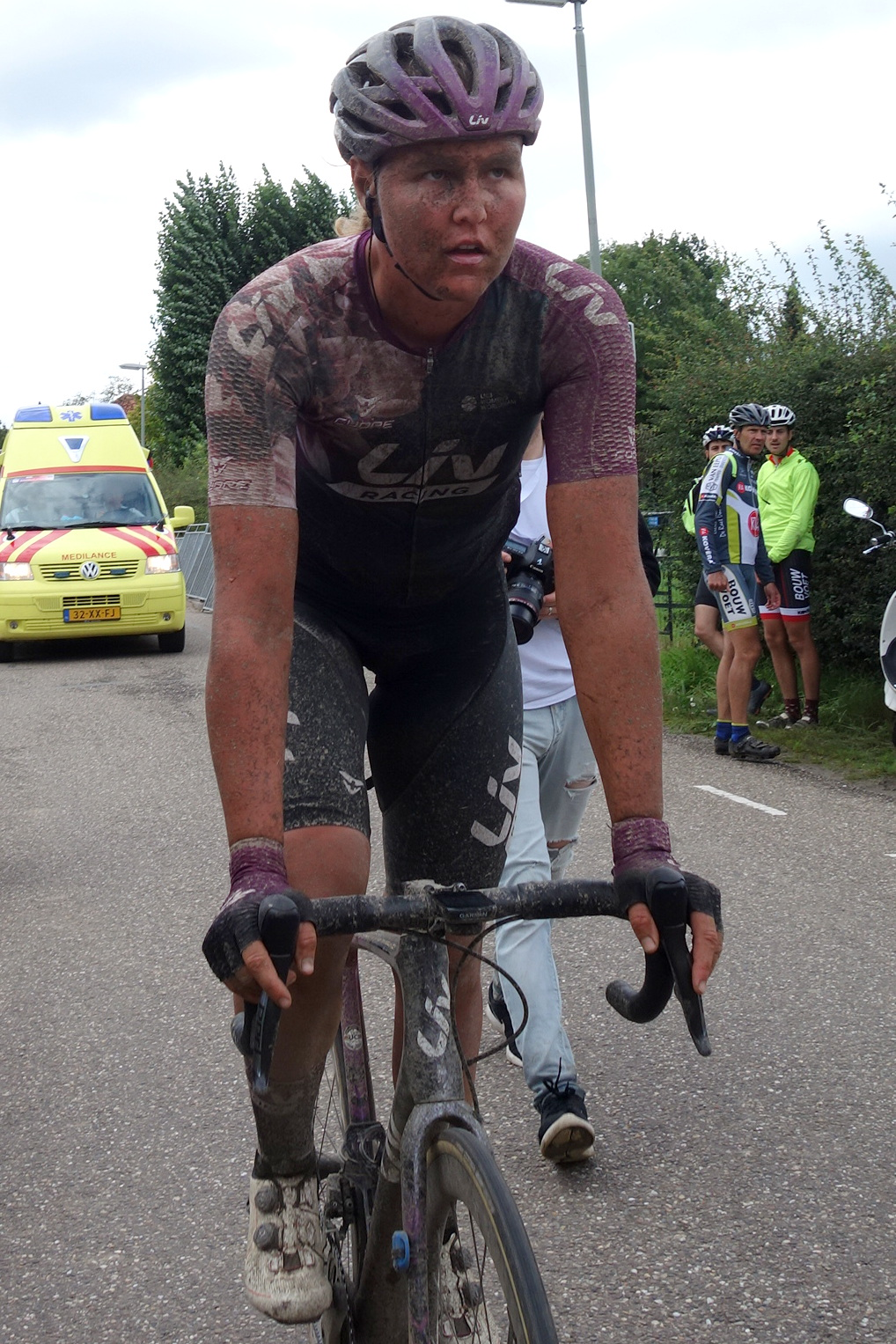
Evy Kuijpers
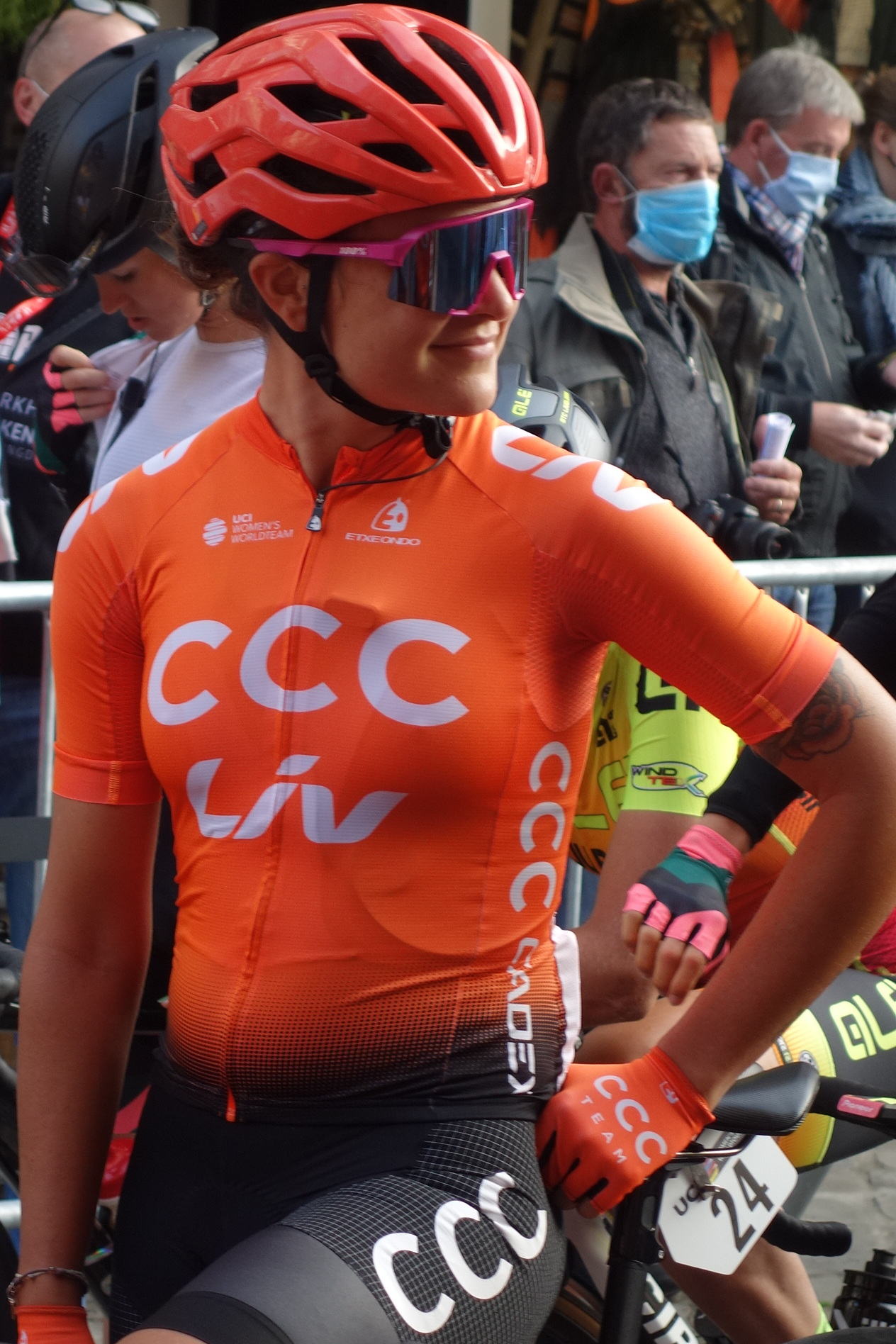
Soraya Paladin en 2020
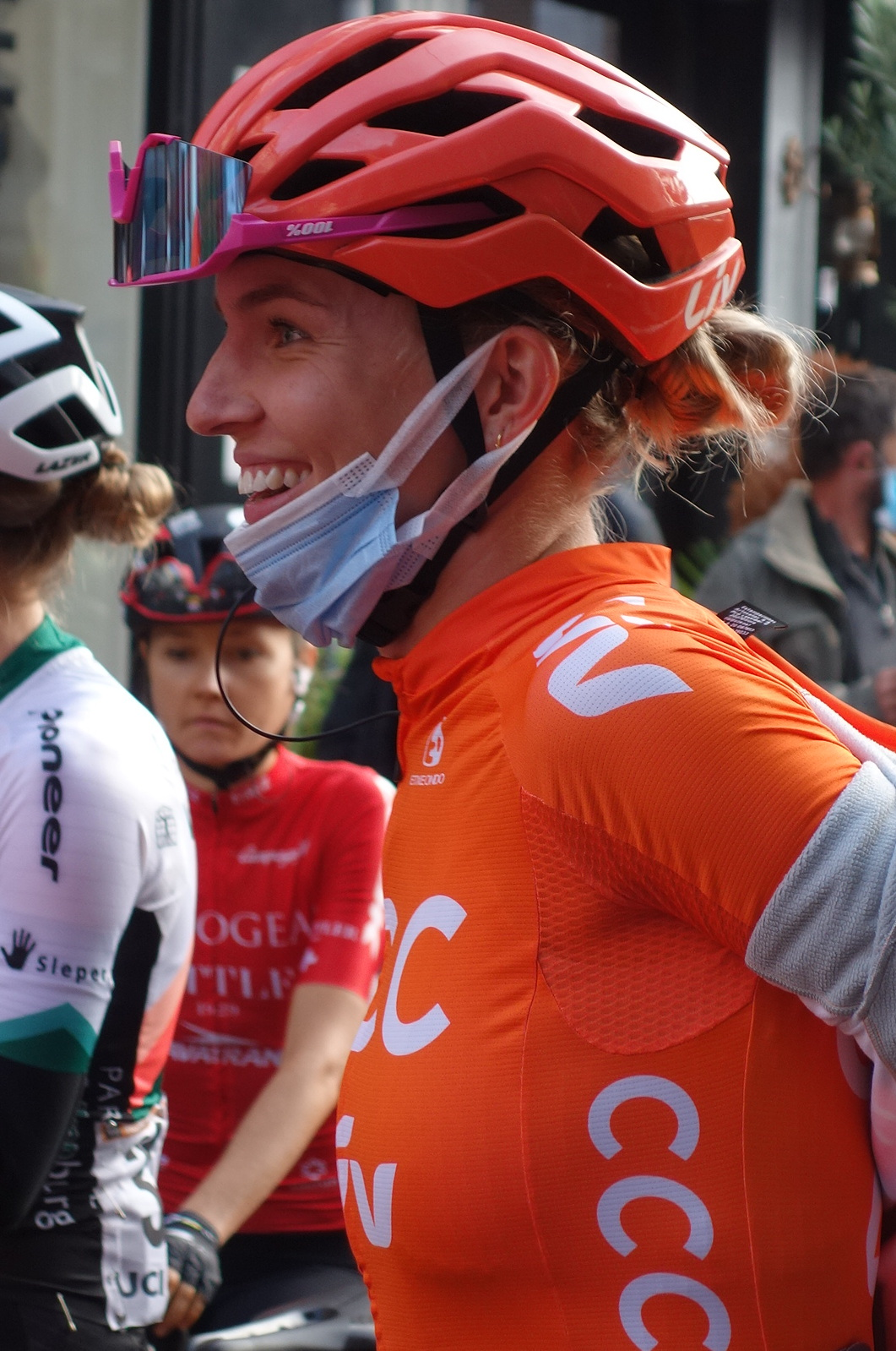
Pauliena Rooijakkers en 2020
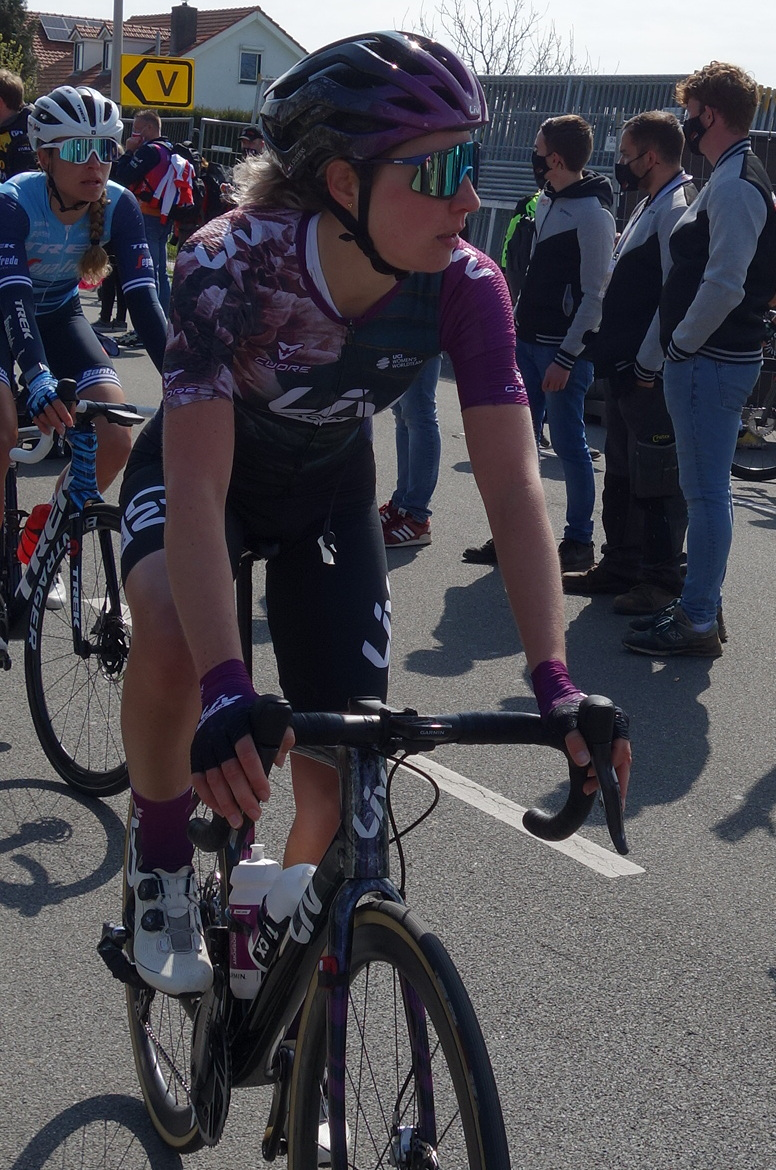
Sabrina Stultiens

### Encadrement
Le représentant de l'équipe à l'UCI est Eric van den Boom, qui prend également le poste de directeur sportif.
Il est assisté d'Hugo Brenders et de Lars Boom.

## Déroulement de la saison

### Février
Au Circuit Het Nieuwsblad, à trente kilomètres de l'arrivée, Demi Vollering attaque dans Vosssenhol. Lotte Kopecky tente de suivre, mais la SD Worx la marque. La Liv Racing avec Soraya Paladin et Jeanne Korevaar est forcée de mener la chasse pour Kopecky. Dans le mur de Grammont, Elisa Longo Borghini attaque avant la section pavé. Elle est suivie par Kopecky et Van der Breggen. Juste après l'ascension, Demi Vollering est reprise par un groupe de favorites. Bien que le groupe soit détaché, la mauvaise entente provoque un regroupement. Plus loin, Elisa Longo Borghini sort de nouveau, emmenant avec elle Vollering et Soraya Paladin. Elles sont reprises au pied du Bosberg. Dès le pied, Anna van der Breggen place une violente attaque que seule Longo Borghini et Kopecky semblent un temps en mesure de contenir avant de devoir renoncer. Lotte Kopecky se classe quatrième.

### Mars
Lotte Kopecky remporte le Le Samyn au sprint. Aux Strade Bianche, à soixante-trois kilomètres de l'arrivée, Lotte Kopecky et Niamh Fisher-Black attaquent. Le peloton les reprend à trente-six kilomètres de l'arrivée. Il est très étiré par les secteurs graviers. À l'avant un groupe de huit coureuses dont Sabrina Stultiens se forme. Elles ont alors une vingtaine de secondes d'avance. Derrière, Marianne Vos et Lotte Kopecky sortent du peloton et opèrent la jonction, tandis que Stultiens doit lâcher. Peu après, le reste des favorites reviennent sur l'avant. À quinze kilomètres de l'arrivée, Garcia et Kopecky contrent, mais sont rapidement reprises. Dans le dernier secteur, Le Tolfe, Annemiek van Vleuten attaque dans la partie la plus raide. Seule Marianne Vos parvient à suivre. Lotte Kopecky, qui semblait avoir les moyens de suivre, est victime d'une crevaison dans cette phase décisive. Soraya Paladin est quatorzième de la course.
À Nokere, Lotte Kopecky règle sprint du peloton pour prendre la quatrième place. Au Trofeo Alfredo Binda-Comune di Cittiglio, Pauliena Rooijakkers fait partie de la première échappée qui est reprise. À trois tours de l'arrivée, Pauliena Rooijakkers sort avec Tatiana Guderzo. Leur avance atteint vingt-six secondes. Dans la côte d'Orino, il descend à quelques secondes. Une fois reprise, un contre avec Alison Jackson sort. Le groupe est repris à vingt-neuf kilomètres de l'arrivée. Longo Borghini accélère de nouveau, les autres ne peuvent suivre. Elle passe en tête au sommet. Soraya Paladin fait partie du groupe de poursuite. Elle prend la cinquième place.
Aux Trois Jours de La Panne, dans le dernier tour, en passant aux Moëres, l'accélération du peloton et le vent provoque des bordures. Il reste alors trente-deux kilomètres. Un groupe de douze favorites se forme à l'avant. Lotte Kopecky revient seule par la suite. À dix kilomètres de la ligne, Grace Brown attaque seule. Lotte Kopecky prend la quatrième place de la course au sprint. À Gand-Wevelgem, l'ascension du Kemmel donne lieu à une accélération d'Elisa Longo Borghini et Katarzyna Niewiadoma . Elles sont talonnées par un petit groupe incluant Lotte Kopecky. Immédiatement après le sommet, Marianne Vos provoque la jonction avec le duo d'échappée. Le groupe de poursuite revient également sur ces sept athlètes et un peloton d'une vingtaine d'unités se reforme. À vingt kilomètres de l'arrivée, Elisa Longo Borghini sort de ce groupe. Soraya Paladin la suit. Les six autres coureuses sont reprises plus loin par ce qu'il reste du peloton. Elles maintiennent une vingtaine de secondes d'avance jusque dans les derniers kilomètres, Longo Borghini effectuant la majorité du travail. Le peloton les reprend néanmoins à trois kilomètres du but. Marianne Vos lance le sprint vent dans le dos et n'est pas dépassée. Lotte Kopecky est deuxième .
Sur À travers les Flandres, dans la côte de Trieu, soit à trente-six kilomètres de l'arrivée, Annemiek van Vleuten et Katarzyna Niewiadoma sortent du peloton. Alison Jackson tente de revenir mais sans succès. Elle se classe cinquième de la course.

### Avril

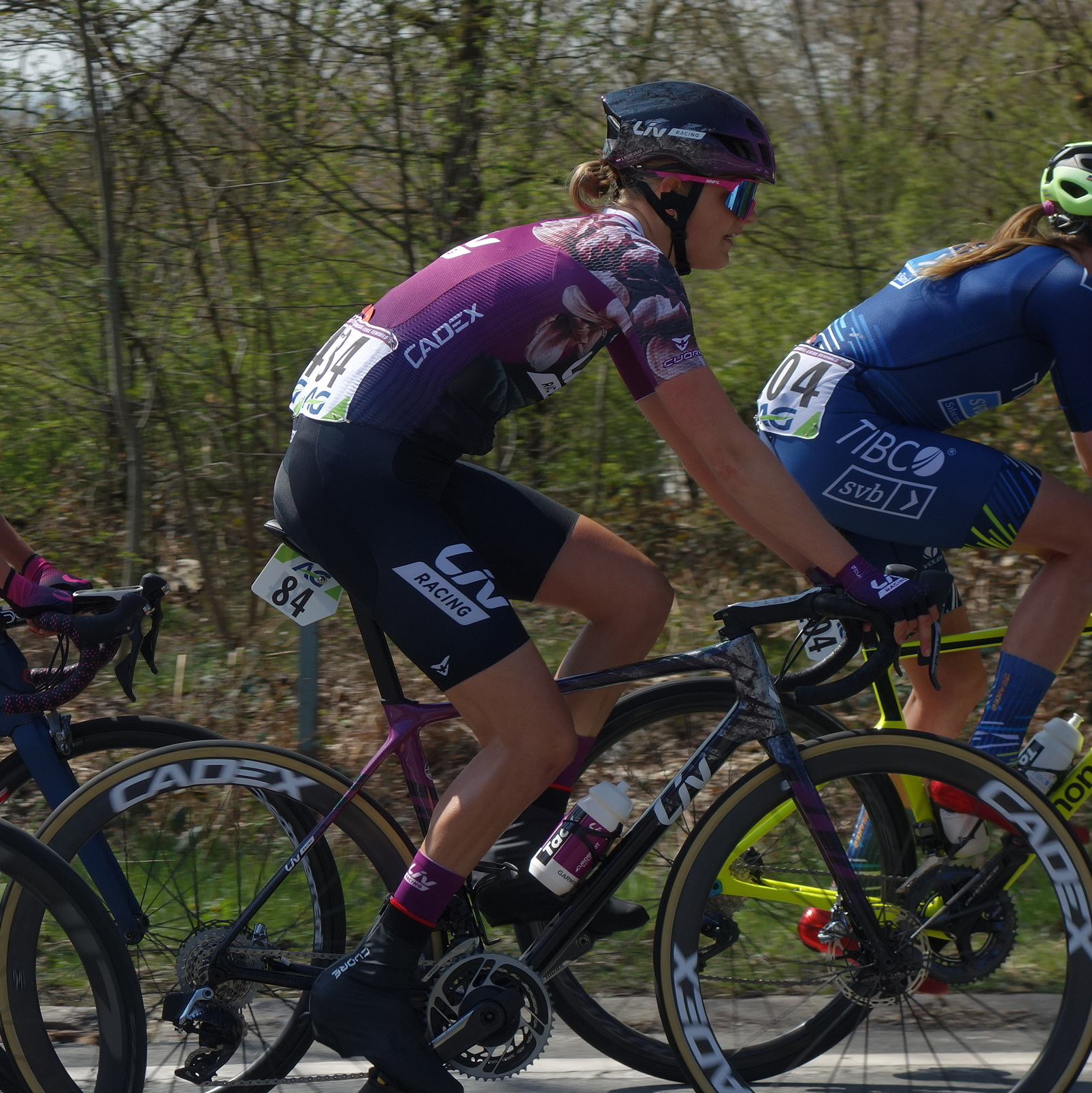
Jeanne Korevaar dans la côte des Forges sur Liège-Bastogne-Liège

Au Tour des Flandres, au sommet du Kanarienberg, Audrey Cordon-Ragot sort seule. Soraya Paladin part ensuite à sa poursuite en haut du Kruisberg. Paladin est en poursuite, mais ne parvient pas à opérer la jonction. Au pied du vieux Quaremont, Lotte Kopecky est victime d'un incident mécanique et perd un temps précieux. Elle est finalement treizième,.
À l'Amstel Gold Race, à trente-six kilomètres de l'arrivée, Pauliena Rooijakkers attaque dans le Cauberg. Elle est contrée par Annemiek van Vleuten. Après le Bemelerberg, Rooijakkers et Brown se retrouvent échappées en tête. Leur avance se maintient autour de vingt seconde. Dans le Cauberg, Ashleigh Moolman mène le train derrière. Dans la descente menant au Geulhemmerberg, Pauliena Rooijakkers freine dans un virage et perd une dizaine de mètres sur Grace Brown. Elle ne revient pas. Tout se décide dans le Cauberg. Soraya Paladin prend la cinquième place.

### Mai
À l'Emakumeen Nafarroako Klasikoa, Pauliena Rooijakkers est huitième. À la Classique féminine de Navarre, Soraya Paladin est la première échappée avec une vingtaine de secondes d'avance. À vingt-huit kilomètres de l'arrivée, Marta Bastianelli et Rachel Langdon parviennent à revenir sur Paladin. Canyon-SRAM mène le peloton et provoque un regroupement. Sofia Bertizzolo se classe huitième. À la Durango-Durango Emakumeen Saria, Pauliena Rooijakkers se classe cinquième à vingt-sept secondes d'Anna van der Breggen.
Au Tour de Burgos, Soraya Paladin est cinquième de la première étape, Sofia Bertizzolo sixième. Sur la troisième étape, à vingt-deux kilomètres de l'arrivée, Mavi Garcia attaque. Elle est accompagnée de Fisher-Black puis Pauliena Rooijakkers. Elles sont reprises après la descente. Soraya Paladin est dixième de l'arrivée en côte. La quatrième étape arrive au sommet. Pauliena Rooijakkers accompagne les meilleures et prend la quatrième place trente-cinq secondes derrière Anna van der Breggen. Elle est neuvième du classement général.

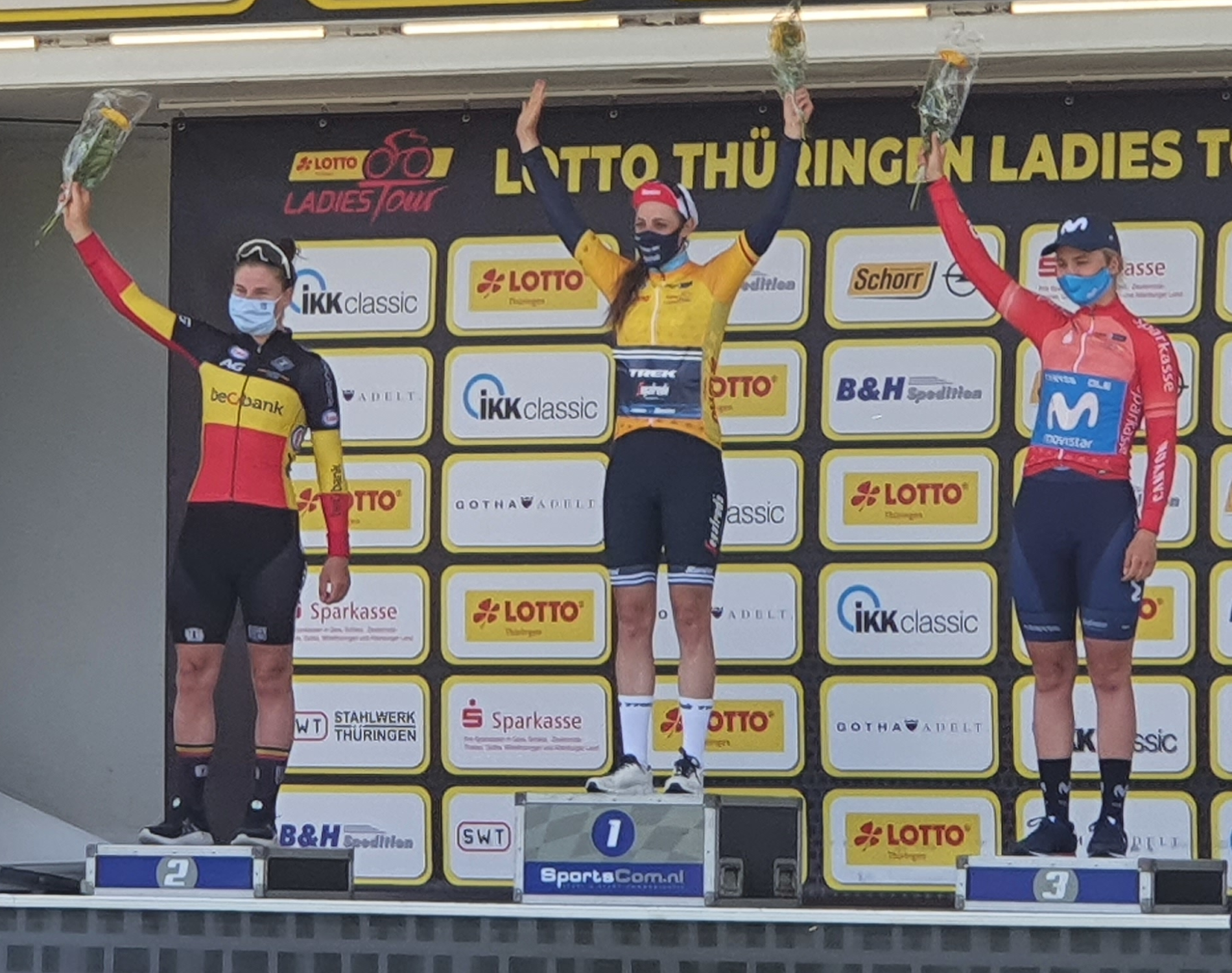
Podium du Tour de Thuringe

Au Tour de Thuringe, Lotte Kopecky participe sous le maillot de la sélection nationale belge. Elle fait partie de l'échappée qui se dispute la victoire sur la première étape. Elle est troisième du sprint. Le lendemain, elle est cinquième du sprint, puis troisième sur la troisième étape. Elle s'impose en haut de l'Hanka-Berg. Elle est dans le groupe de tête sur la difficile cinquième étape. Sur l'ultime étape, Lorena Wiebes ouvre le sprint. Lotte Kopecky tente de la remonter mais doit se contenter de la deuxième place. Elle remporte le classement par points.

### Juin
Lotte Kopecky confirme sa domination sur le cyclisme belge en remportant les titres nationaux sur route et en contre-la-montre.

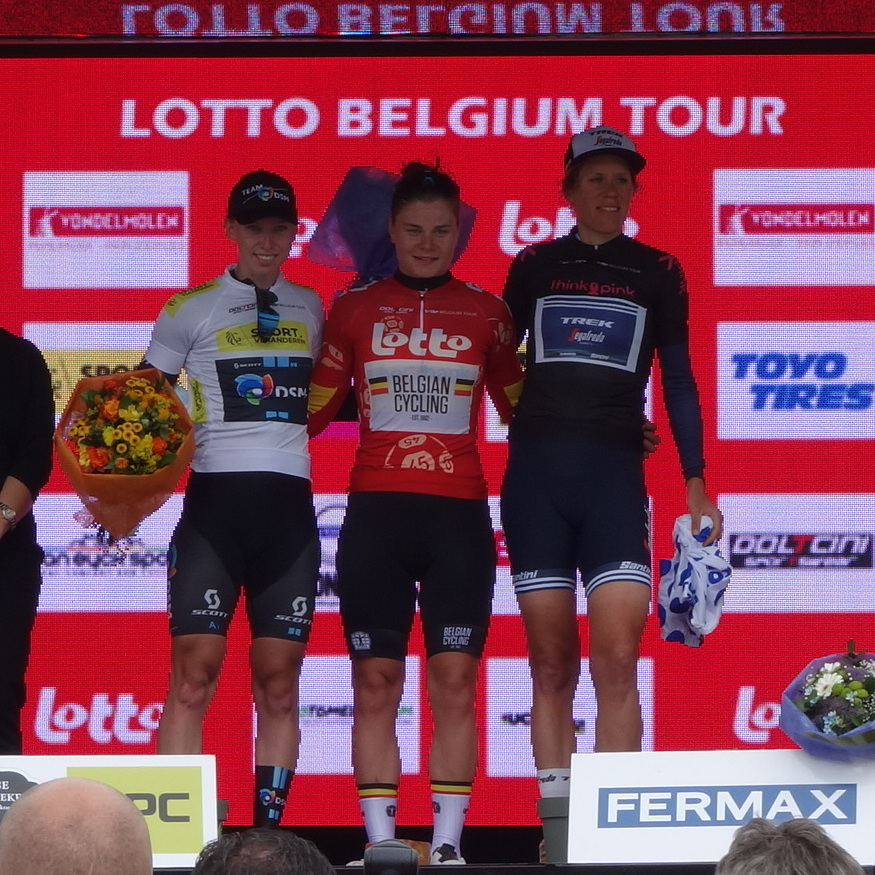
Podium du Tour de Belgique

Au Tour de Belgique, Lotte Kopecky, sous les couleurs de la Belgique, est quatrième du prologue. Dans le sprint de la première étape, elle prend la dixième place après avoir menée Jolien D'Hoore. Sur la deuxième étape, dans le second tour, Rotem Gafinovitz  attaque dans le Steenhoutberg. Dans le tour suivant, elle est rejointe par un trio de favorites : Alice Barnes, Lotte Kopecky et Ellen van Dijk. Lotte Kopecky est cependant victime d'une crevaison. Dans le dernier kilomètre, Alena Amialiusik attaque et s'impose seule. Lotte Kopecky est troisième derrière Lorena Wiebes. Dans l'ultime étape, Lorena Wiebes chute à l'approche du mur de Grammont. Dans celui-ci, Lotte Kopecky se montre la plus rapide. Elle gagne l'étape et le classement général.
À La course by Le Tour de France, à deux tours de l'arrivée, Ruth Winder passe à l'offensive. Un groupe de dix athlètes dont Sofia Bertizzolo se forme. Dans l'ascension suivante, Cecilie Uttrup Ludwig attaque. Elle est accompagnée d'Anna van der Breggen, Marianne Vos, Katarzyna Niewiadoma, Liane Lippert et Soraya Paladin. Un regroupement général a lieu. Dans la dernière montée, Soraya Paladin se classe septième du sprint.

### Juillet

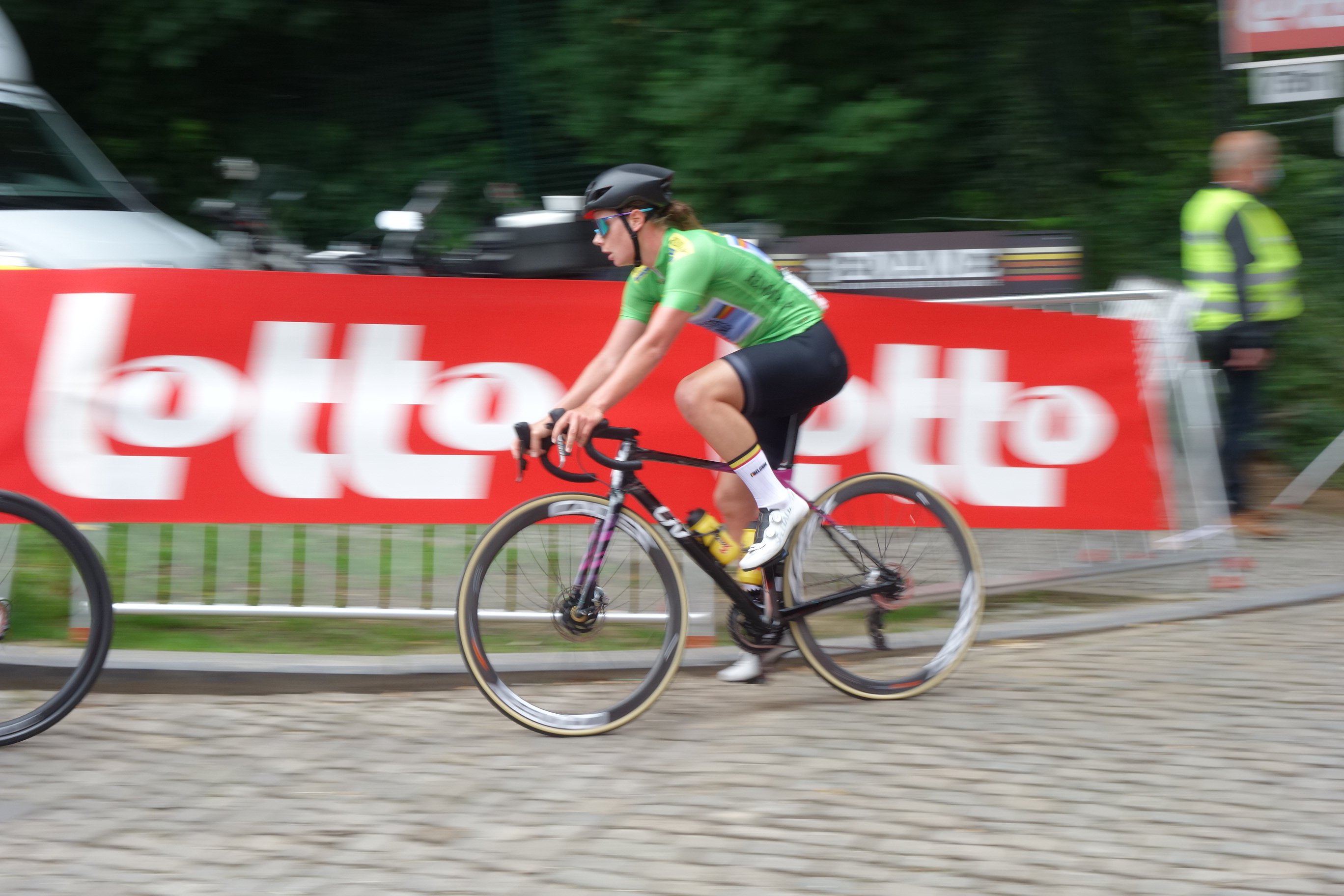
Lotte Kopecky dans le mur de Grammont durant le Tour de Belgique

Au Tour d'Italie, sur la première étape, Elise Chabbey, Kathrin Hammes, Sofia Bertizzolo et Coryn Rivera attaquent dans le col del Morte. Leur avance atteint quarante-trois secondes, mais elles sont reprises dans les premières pentes de l'ascension finale. Le lendemain, Dans la côte de Morsasco, Brodie Chapman s'échappe. Elise Chabbey, Sabrina Stultiens, Grace Brown, Liane Lippert et Lucinda Brand la rejoignent. Toutefois, le peloton juge ce groupe trop dangereux et elles sont reprises. 	Soraya Paladin est cinquième de l'arrivée en côte de la septième étape. Dans la neuvième étape, dans la descente du col de Stregna, Sofia Bertizzolo chute.
À la Classique de Saint-Sébastien, dans Jaizkibel, Évita Muzic, Pauliena Rooijakkers et Ane Santesteban attaquent. Elles sont rejointes plus loin par Audrey Cordon-Ragot, Olivia Baril puis Tatiana Guderzo. Leur avance atteint deux minutes, mais sous l'impulsion de l'équipe Movistar n'est plus que de quarante secondes au pied de la dernière difficulté. Dans celle-ci, Annemiek van Vleuten et Sabrina Stultiens les rejoint puis les dépassent. Stultiens finit quatrième, Pauliena Rooijakkers septième.

### Août

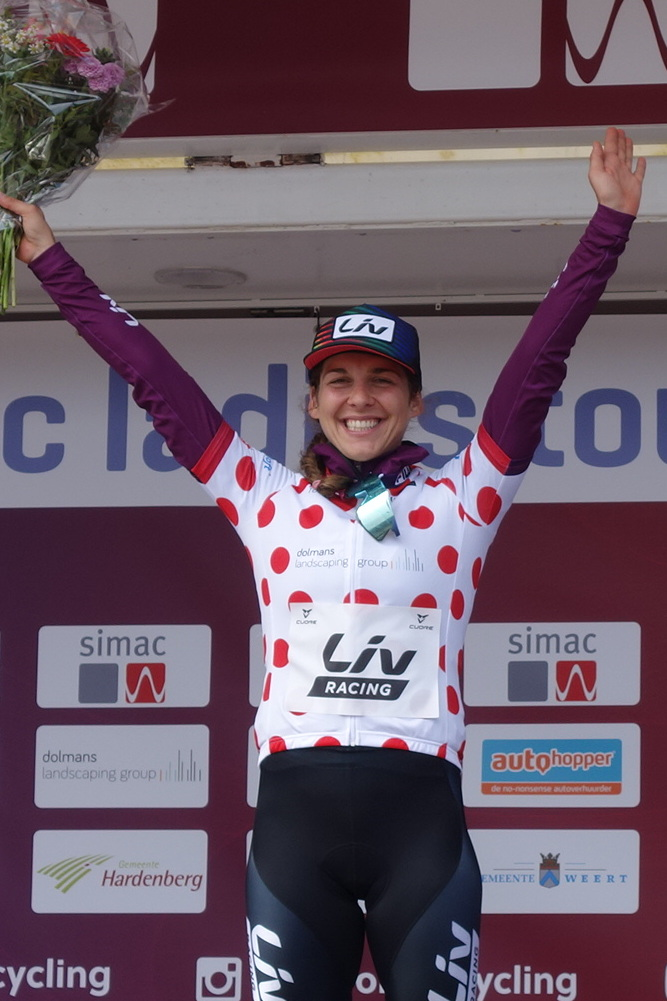
Alison Jackson gagne la première étape du Simac Ladies Tour

Au Tour de Norvège, Alison Jackson est troisième de la deuxième étape au sprint. 
Au Simac Ladies Tour, Alison Jackson attaque sur la première étape à cent-sept kilomètres de l'arrivée.  Elle est rejointe huit kilomètres plus loin par  Maëlle Grossetête et Nina Buysman. Leur avance atteint deux minutes à soixante-huit kilomètres de la fin. Buysman perd le contact sur ses compagnons d'échappée aux dix kilomètres. Le duo de tête se dispute la victoire au sprint. Alison Jackson s'impose et prend la tête du classement général. Dans l'ultime étape, un groupe avec Jeanne Korevaar sort à soixante kilomètres de la ligne. L'avance culmine à deux minutes. L'échappée est reprise à trois kilomètres de l'arrivée. Alison Jackson est huitième du classement général.
Au Grand Prix de Plouay, à cinquante kilomètres de l'arrivée, un groupe de poursuite se forme avec Pauliena Rooijakkers derrière Jade Wiel et Alena Amialiusik. Le groupe de chasse est repris à trente-six kilomètres de la ligne. Dans le final, le peloton se reforme. Sofia Bertizzolo se classe quatrième de la course.

### Septembre

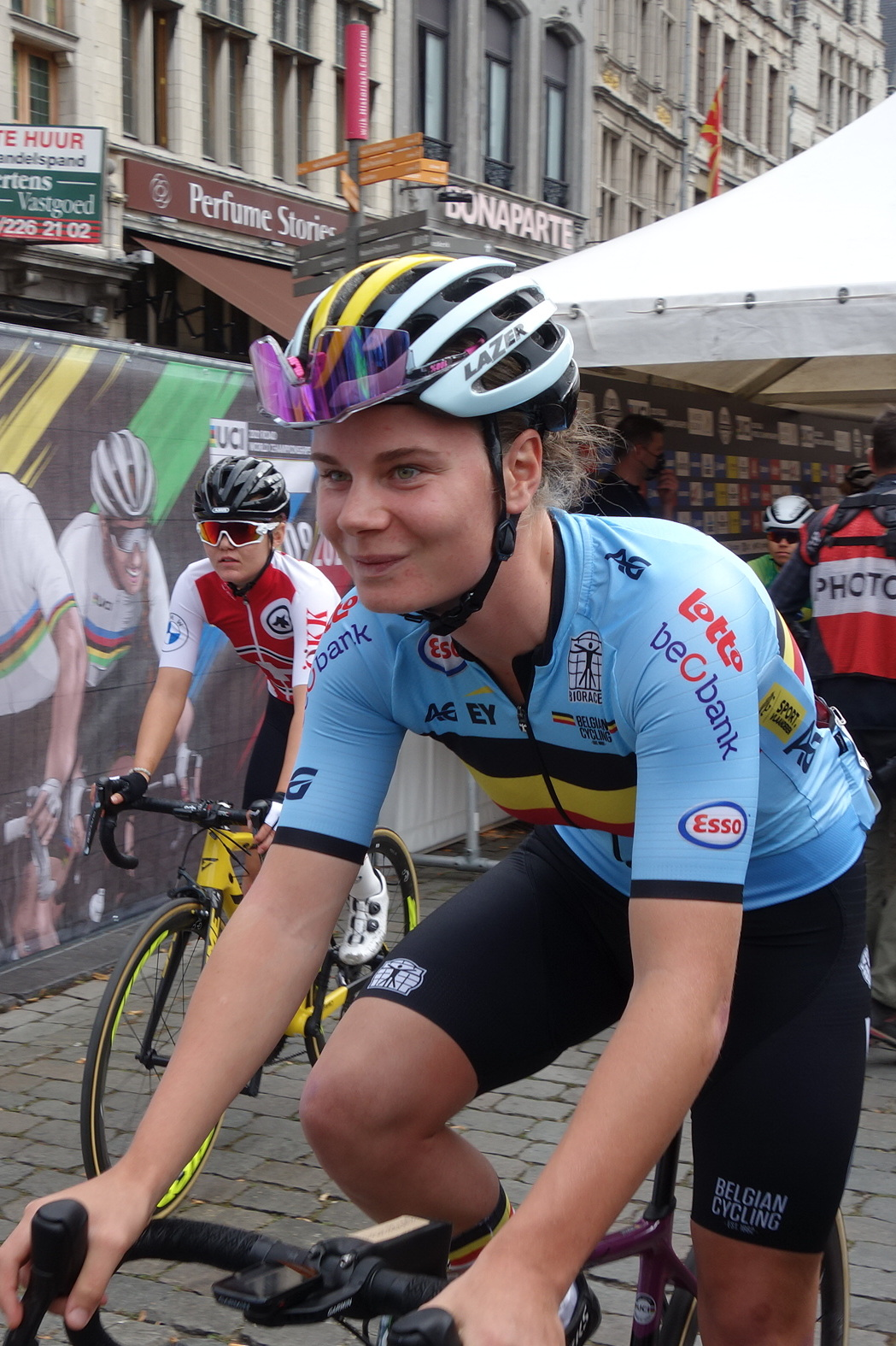
Lotte Kopecky au départ du championnat du monde en Flandres

Au Ceratizit Challenge by La Vuelta, la principale difficulté de la journée à soixante kilomètres de l'arrivée, voit la formation d'une échappée de cinq coureuses dont Pauliena Rooijakkers. À cinq kilomètres de l'arrivée, Elise Chabbey attaque. Pauliena Rooijakkers la reprend. Chabbey repasse à l'offensive un kilomètre plus loin mais est reprise par Marlen Reusser. Cette dernière part à deux kilomètres de l'arrivée et n'est plus rejointe. Rooijakkers est quatrième. Lotte Kopecky est septième et Alison Jackson huitième. Sur la troisième étape, la première échappée est composée de : Alison Jackson, Ilaria Sanguineti et Amber Kraak. Elle sort au bout de vingt kilomètres, mais est reprise dix kilomètres plus loin. Sur la dernière étape, Sofia Bertizzolo accompagne Leah Thomas dans son attaque, mais est par la suite distancée. Dans le sprint en côte, Lotte Kopecky s'impose. Pauliena Rooijakkers est dixième du classement général. Lotte Kopecky remporte le classement par points.
Alison Jackson réalise le doublé contre-la-montre, course en ligne aux championnats du Canada.
Au Tour de l'Ardèche, Jeanne Korevaar est huitième de la première étape. Le lendemain, elle est dans la bonne échappée et prend plus de cinq minutes au reste du peloton. Sur la troisième étape, Sabrina Stultiens attaque seule au kilomètre vingt. Son avance culmine à quatre minutes vingt-cinq. Elle est reprise au kilomètre cent-un. Jeanne Korevaar est sixième du sprint. Pauliena Rooijakkers est septième de la difficile quatrième étape. Elle fait la course avec les favorites le lendemain et est neuvième de l'étape. Ayesha McGowan est sixième du sprint de la sixième étape. Sur la septième étape, Lucy Kennedy attaque. Elle est suivie par Lucinda Brand et Jeanne Korevaar. Leur avance maximale est d'une minute cinquante. Dans la dernière montée, Lucinda Brand attaque pour aller s'imposer devant Jeanne Korevaar. Pauliena Rooijakkers est finalement quatrième du classement général et meilleure grimpeuse. Jeanne Korevaar est sixième.
En préparation des mondiaux, Lotte Kopecky gagne la première étape du Trophée des Grimpeuses.
Aux championnats d'Europe sur route, un groupe de quatre sort à soixante-cinq kilomètres de l'arrivée. Il s'agit de : Ellen van Dijk, Aude Biannic, Soraya Paladin et Romy Kasper. Au bout de dix kilomètres, elles ont une minute d'avance. À quarante-huit kilomètres de la ligne, dans la côte, Aude Biannic lâche. Le tour suivant voit Romy Kasper être distancée dans la côte. Dans la ville, Ellen van Dijk attaque Soraya Paladin. Celle-ci revient néanmoins. La Néerlandaise poursuit son effort dans la montée et se retrouve seule à vingt-trois kilomètres du but. Lotte Kopecky est quatorzième.
Aux championnats du monde sur route,  peu après les soixante kilomètres de l'arrivée, Alison Jackson attaque sans succès. Au dernier passage sur la ligne, Lotte Kopecky et Lizzie Deignan reviennent dans le peloton. Dans le final, Annemiek van Vleuten tente de sortir dans le Wijnpers, mais Elisa Longo Borghini veille encore. Elles sont suivies par Vos, Jackson et Niewiadoma. Il y a immédiatement regroupement. Lotte Kopecky est finalement seizième.

### Octobre

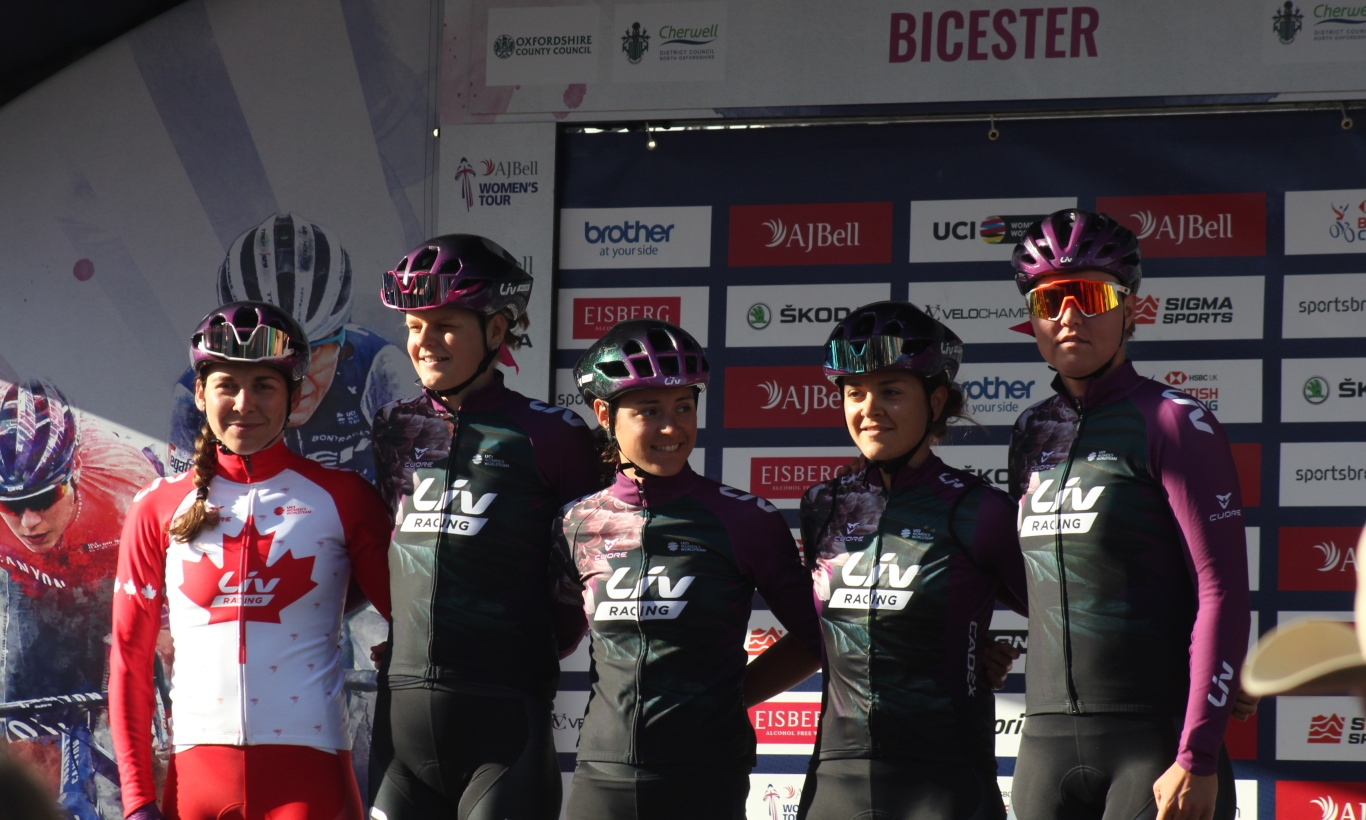
Équipe au Women's Tour

À Paris-Roubaix, Lotte Kopecky est distancée une première fois dans le secteur de Mont-en-Pévèle. Elle est finalement quinzième.
À la Classique Morbihan,  Sofia Bertizzolo sort seule dans le final et n'est plus reprise. Le lendemain, au Grand Prix du Morbihan, Lotte Kopecky est quatrième du sprint.
Au Women's Tour, Sofia Bertizzolo est septième du sprint de la première étape, puis sixième des quatrième et cinquième étapes.
Aux championnats du monde sur piste, Lotte Kopecky remporte le titre en course aux points. Elle est également deuxième de l'omnium et de la course à l'élimination.

## Victoires

### Sur route
| Victoires | Victoires                                   | Victoires | Victoires | Victoires        | Victoires |
| Date      | Course                                      | Pays      | Classe    | Vainqueur        |           |
| --------- | ------------------------------------------- | --------- | --------- | ---------------- | --------- |
| 2 mars    | Le Samyn des Dames                          | Belgique  | 1.1       | Lotte Kopecky    |           |
| 16 juin   | Championnat de Belgique du contre-la-montre | Belgique  | CN        | Lotte Kopecky    |           |
| 20 juin   | Championnat de Belgique sur route           | Belgique  | CN        | Lotte Kopecky    |           |
| 25 juin   | 3e étape du Tour de Belgique                | Belgique  | 2.1       | Lotte Kopecky    |           |
| 25 juin   | Classement général, Tour de Belgique        | Belgique  | 2.1       | Lotte Kopecky    |           |
| 25 août   | 1re étape, Simac Ladies Tour                | Pays-Bas  | 2.WWT     | Alison Jackson   |           |
| 5 sept.   | 4e étape, Ceratizit Challenge by La Vuelta  | Espagne   | 2.WWT     | Lotte Kopecky    |           |
| 10 sept.  | Championnat du Canada du contre-la-montre   | Canada    | CN        | Alison Jackson   |           |
| 12 sept.  | Championnat du Canada sur route             | Canada    | CN        | Alison Jackson   |           |
| 17 sept.  | 1re étape du Tour de la Semois              | Belgique  | 2.2       | Lotte Kopecky    |           |
| 15 oct.   | La Classique Morbihan                       | France    | 1.1       | Sofia Bertizzolo |           |

### Résultats sur les courses majeures

#### World Tour
| Date          | #  | Course                                   | Pays        | Meilleure classée    | Classement |
| ------------- | -- | ---------------------------------------- | ----------- | -------------------- | ---------- |
| 6 mars        | 1  | Strade Bianche                           | Italie      | Soraya Paladin       | 14e        |
| 21 mars       | 2  | Trofeo Alfredo Binda-Comune di Cittiglio | Italie      | Soraya Paladin       | 5e         |
| 25 mars       | 3  | Trois Jours de La Panne                  | Belgique    | Lotte Kopecky        | 4e         |
| 28 mars       | 4  | Gand-Wevelgem                            | Belgique    | Lotte Kopecky        | 2e         |
| 4 avril       | 5  | Tour des Flandres                        | Belgique    | Lotte Kopecky        | 13e        |
| 18 avril      | 6  | Amstel Gold Race                         | Pays-Bas    | Soraya Paladin       | 5e         |
| 21 avril      | 7  | Flèche wallonne                          | Belgique    | Soraya Paladin       | 26e        |
| 25 avril      | 8  | Liège-Bastogne-Liège                     | Belgique    | Soraya Paladin       | 11e        |
| 20-23 mai     | 9  | Tour de Burgos                           | Espagne     | Pauliena Rooijakkers | 9e         |
| 26 juin       | 10 | La course by Le Tour de France           | France      | Soraya Paladin       | 7e         |
| 31 juillet    | 11 | Classique de Saint-Sébastien             | Espagne     | Sabrina Stultiens    | 4e         |
| 12-15 août    | 12 | Tour de Norvège                          | Norvège     | Sabrina Stultiens    | 33e        |
| 24-29 août    | 13 | Simac Ladies Tour                        | Pays-Bas    | Alison Jackson       | 8e         |
| 30 août       | 14 | Grand Prix de Plouay                     | France      | Sofia Bertizzolo     | 4e         |
| 2-5 septembre | 15 | Ceratizit Challenge by La Vuelta         | Espagne     | Pauliena Rooijakkers | 10e        |
| 2 octobre     | 16 | Paris-Roubaix                            | France      | Lotte Kopecky        | 15e        |
| 4-9 octobre   | 17 | The Women's Tour                         | Royaume-Uni | Sofia Bertizzolo     | 28e        |
| 23 octobre    | 18 | Tour de Drenthe                          | Pays-Bas    | Alison Jackson       | 11e        |

Lotte Kopecky est seizième du classement individuel. Liv Racing est neuvième du classement par équipes.

#### Grand tour
| Grand tour            | Tour d'Italie        |
| --------------------- | -------------------- |
| Coureuse (classement) | Soraya Paladin (28e) |
| Accessits             | -                    |

## Classement mondial
| Classement UCI | Classement UCI       | Classement UCI | Classement UCI |
| Coureuse       | Coureuse             | Pays           | Points         |
| -------------- | -------------------- | -------------- | -------------- |
| 8e             | Lotte Kopecky        | Belgique       | 2152 pts       |
| 30e            | Sofia Bertizzolo     | Italie         | 796 pts        |
| 31e            | Alison Jackson       | Canada         | 792 pts        |
| 33e            | Soraya Paladin       | Italie         | 747 pts        |
| 47e            | Pauliena Rooijakkers | Pays-Bas       | 585 pts        |
| 74e            | Sabrina Stultiens    | Pays-Bas       | 339 pts        |
| 86e            | Jeanne Korevaar      | Pays-Bas       | 288 pts        |
| 168e           | Marta Jaskulska      | Pologne        | 135 pts        |
| 178e           | Valerie Demey        | Belgique       | 119 pts        |
| 855e           | Evy Kuijpers         | Pays-Bas       | 6 pts          |

Liv Racing est septième du classement par équipes.